# 497 Iva
497 Iva eller 1902 KJ är en asteroid i huvudbältet, som upptäcktes den 4 november 1902 av den amerikanske astronomen Raymond Smith Dugan. Den är uppkallad efter Iva Shores.
Asteroiden har en diameter på ungefär 40 kilometer.